# 光ハイツ・ヴェラス
株式会社光ハイツ・ヴェラス（ひかりハイツヴェラス）は、北海道札幌市に本社を置く入居一時金2,000万円超の高級有料老人ホームを展開する会社。
札幌市内に5つの老人ホーム施設を所有している。

## 沿革
- 1987年4月 - 東日本開発（株）より分離独立してハイツ・ヴェラスを設立。公益社団法人全国有料老人ホーム協会正会員となる。
- 1994年9月 - 秋山愛生舘（現在のスズケン）と生活協同組合コープさっぽろの出資を受ける。
- 1999年3月 - スズケンの完全子会社となる。
- 2001年2月 - メデカジャパンに全株式を譲渡。
- 2007年2月6日 - 札幌証券取引所アンビシャス市場に上場。

## 施設
- 光ハイツ・ヴェラス石山
- 光ハイツ・ヴェラス月寒公園
- 光ハイツ・ヴェラス藤野
- 光ハイツ・ヴェラス真駒内公園
- 光ハイツ・ヴェラス琴似
- ヴェラス・クオーレ小樽
- ヴェラス・クオーレ山の手
- ヴェラス・クオーレ札幌北
- ヴェラス・クオーレ南19条
- マスターズヴェラス北海道ボールパーク
- さっぽろ南デイサービスセンター

## 参考資料
- 株式会社光ハイツ・ヴェラス コーポレート・ガバナンス報告書(札幌証券取引所 - 閲覧)